# Belbèze-Escoulis
Pour les articles homonymes, voir Belbèze.
Belbèze-Escoulis est une ancienne commune de la Haute-Garonne.

## Toponymie
Belbèze provient de l’occitan bèl et vezer, signifiant « bel aspect » ou « belle vue », indiquant un lieu élevé. C’est la même étymologie que pour les communes de Beauvezer et de Belvèze.
Par un décret du 29 janvier 1921, la commune qui portait le nom de Belbèze devient Belbèze-Escoulis,.

## Histoire
Le 12 février 1953, la commune est scindée en deux : Belbèze (renommée Belbèze-en-Comminges en 1957) et Escoulis.